# Aus dem Walde

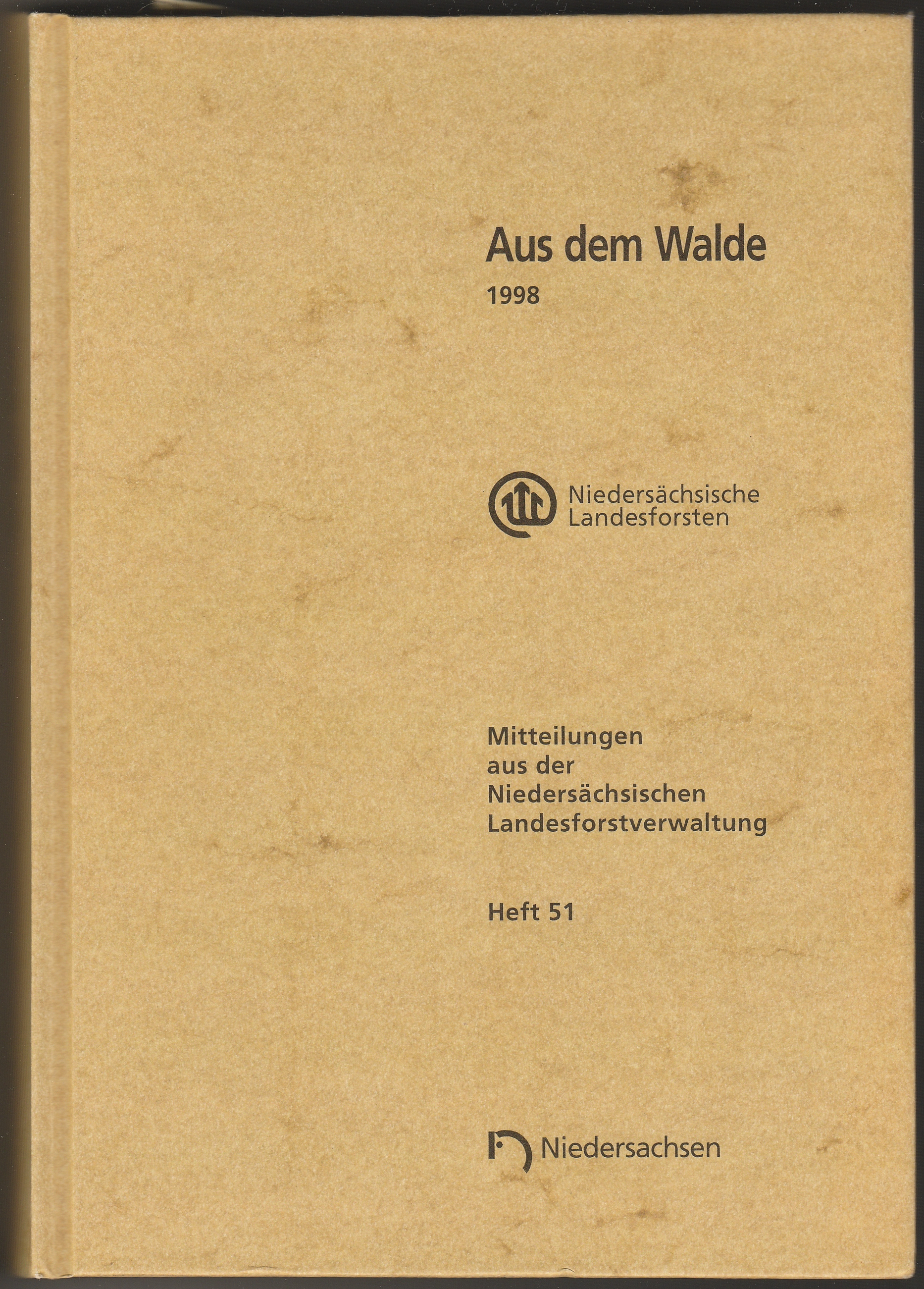
Heft 51 in der Reihe Aus dem Walde (1998): Niedersächsische Forstliche Biographie. Ein Quellenband von Zoltán Rozsnyay und Frank Kropp.

Aus dem Walde ist eine forstliche Schriftenreihe, die vom Niedersächsischen Ministerium für Ernährung, Landwirtschaft und Forsten mit Sitz in Hannover herausgegeben wird und insbesondere für den nordwestdeutschen Raum bestimmt ist. Diese Mitteilungen aus der Niedersächsischen Landesforstverwaltung – so der Untertitel – erscheinen seit 1957 in unregelmäßigen Abständen. Im Jahr 2010 wurde mit  Atlas vom Kommunionharz in historischen Abrissen von 1680 und aktuellen Forstkarten der 59. Band veröffentlicht. 
Das Themenspektrum deckt fast den gesamten Bereich der Forstwissenschaft und -wirtschaft vom Waldbau über Forstgeschichte bis hin zum Waldschutz ab. Ein überwiegender Teil der Bände sind Monographien, manche jedoch auch Anthologien kürzerer Abhandlungen verschiedener Autoren. Der Schwerpunkt liegt dabei deutlich auf Beiträgen aus der und für die Praxis. Dennoch sind in der Schriftenreihe eine ganze Reihe forstlicher Standardwerke erschienen, so dass ihr auch erhebliche wissenschaftliche Bedeutung zukommt. 
Die im DIN-A5-Format gehaltenen Ausgaben wurden bis einschließlich Band 36 als Paperback und seither als Hardcover herausgebracht. Die meisten Bände sind bei dem in Hannover ansässigen Fachverlag M. & H. Schaper gedruckt worden. 
Bekannte forstliche Autoren, deren Beiträge in Bänden von „Aus dem Walde“ veröffentlicht wurden, sind unter anderem Walter Kremser, Hans-Jürgen Otto, Horst Kramer, Kurt Borchers, Kurt Schmidt, Eilert Tantzen, Zoltán Rozsnyay, Karl Hasel, Wedig Kausch-Blecken von Schmeling und Fritz Schwerdtfeger.
Der Name Aus dem Walde ist bewusst nach der gleichnamigen Schriftenreihe gewählt worden, die der Königlich-Hannoversche und später preußische Forstdirektor Heinrich Christian Burckhardt (1811–1879) im Jahr 1865 begründet und herausgegeben hatte. Von diesen Mittheilungen in zwanglosen Heften erschienen bis 1881 insgesamt zehn Hefte im Verlag Rümpler in Hannover. Die Reihe behandelte vor allem die praktischen Aspekte der Forstwirtschaft, aber auch jagdliche Themen. An diese Tradition wollte die niedersächsische Landesforstverwaltung mit der Neugründung 1957 anknüpfen. Der langjährige Schriftleiter Hans-Jürgen Otto schrieb dazu in der „Vorbemerkung“ zu Band 53 (Oldenburg 2000, S. II): 

„Der Begründer der Schriftenreihe ‚in loser Folge‘, Heinrich Christian Burckhardt, hat im 19. Jahrhundert hiermit einer Stimme aus dem Walde Gehör verschaffen wollen. Die Gründung war bewußt gerichtet gegen eine geistige Strömung, die in kühler Intellektualität in den Wald hineinzuschreiben sich bemühte. Wenn Burckhardt an anderer Stelle, aber im gleichen Sinne, vermerkte, dass die mathematische Richtigkeit einer Sache mit der lebendigen Wirklichkeit zunächst noch gar nichts zu tun habe, so ist dies ein Merkmal nicht nur seines Wesens und Wirkens, sondern von Beginn an auch ein Leitgedanke von ‚Aus dem Walde‘ gewesen.“